# Paul Evdokimov
Paul Nicolaevici Evdokimov (n. 2/15 august 1901, Sankt Petersburg, Imperiul Rus – d. 16 septembrie 1970, Meudon, Région parisienne, Franța) a fost un teolog rus.

## Biografie
A fost fiul unei familii nobile din St. Petersburg. La 6 ani, rămâne orfan de tată, în urma asasinării acestuia, fiind îngrijit numai de mama lui, care îi va insufla dragostea pentru teologie. În Rusia absolvă școala militară și este înrolat în armata albă, luptând doi ani împotriva revoluției bolșevice. Familia se refugiază la Istanbul, apoi la Paris. În 1923, vine la Paris, iar în anul 1928 este licențiat în teologie la Institutul Saint Serge din Paris. Se căsătorește și are doi copii.
Obține doctoratul în litere cu teza Dostoievski și problema răului, la Facultatea de litere din Aix-en-Provence. În anul 1945, îi moare soția și Evdokimov se dedică intensiv studiului teologic. În anul 1954 se recăsătorește cu Tomoko Evdokimov, fiica unui diplomat japonez. Din 1962 și până la sfârșitul vieții predă ca profesor de teologie la Institutul Saint Serge din Paris și face parte din Comitetul de Studii de la Bossey.

## Operă
Opera lui Evdokimov se înscrie în rândul teologiei ruse din exil. Această teologie a continuat tradiția ortodoxă, alături de nume ca G.Florovsky, V.Lossky etc.
- Femeia și mântuirea lumii, traducere de Gabriela Moldoveanu și Pr. Lect. Univ. Dr. Vasile Răducă, prefață de Olivier Clément, Editura Christiana 1995
- Vârstele vieții spirituale, traducere de Pr. Prof. Ion Buga, Ed.Christiana 1993
- Arta icoanei - teologia frumuseții
- Gogol și Dostoievski,
- Christos în gândirea rusă,
- Taina iubirii
- Iubirea nebună a lui Dumnezeu
- Prezența Duhului Sfânt în Tradiția Ortodoxă
- Ortodoxia